# Kandydat na tajnego współpracownika
Kandydat na tajnego współpracownika – osoba, która znalazła się w kręgu zainteresowań np. SB MSW czy Zarządu Wywiadu i Rozpoznania.
Zazwyczaj oficer operacyjny sporządzał plan werbunku i nadawał kandydatowi pseudonim. W ten sposób chciano pozyskać cenne osobowe źródło informacji. Stosowano różne metody (przeglądanie korespondencji kandydata, inwigilacja jego bliskich, szukanie kompromitujących materiałów na niego). Czasami powoływano się na tzw. wyższe cele (np. patriotyzm). Bywało, że kandydat nie zostawał z różnych względów tajnym współpracownikiem (TW). Ten fakt okazał się istotny np. w przypadku afery z tzw. Listą Wildsteina.